# Marcel Decoux
Pour l’article homonyme, voir Jean Decoux.
Marcel Decoux, né le 13 novembre 1910 à Rennes (Ille-et-Vilaine) et mort le 1er août 1995, est un footballeur français. Attaquant reconverti ensuite milieu de terrain, il réalise la totalité de sa carrière senior sous les couleurs du Stade rennais, entre 1928 et 1948, soit la plus longue carrière pour un même joueur, sections amateur et professionnelle confondues, au sein du club breton.

## Carrière

### Débuts avec l'équipe première du Stade rennais
Marcel Decoux, né à Rennes en novembre 1910, fait ses débuts de footballeur avec le club de la Tour d'Auvergne. Peu avant ses dix-huit ans, en 1928, il rejoint le Stade rennais université-club, le club majeur de la ville, qui dispute, en l'absence de championnat professionnel, le championnat de la Ligue de l'Ouest de football association (LOFA).
Jeune attaquant, il est aligné une première fois par son entraîneur George Scoones le 21 octobre 1928 pour un match amical face au CASG Paris qui pallie le forfait de l'Union sportive du Mans, alors que celle-ci devait faire l'ouverture du championnat. À cette occasion, face à l'équipe parisienne, Decoux marque l'un des quatre buts de la victoire rennaise (4-2). Par la suite, Scoones le titularise à dix-huit autres reprises durant cette saison 1928-1929, Decoux marquant un total de trois buts. Il évolue alors sur l'aile droite ou en soutien direct de l'avant-centre dans un système à cinq attaquants.
À partir de 1929 et jusqu'en 1932, le Stade rennais, en désaccord avec les instances fédérales, décide de se retirer de toutes compétitions. Il décide de ne jouer que des matchs amicaux face à des équipes le plus souvent étrangères. Marcel Decoux conserve sa place dans cette équipe, malgré le renfort de nombreux joueurs venus d'Europe de l'Est. Il dispute quatorze rencontres et marque cinq buts pour cette première saison où trente-quatre matchs sont disputés. Les deux saisons suivantes, son temps de jeu en équipe première diminue, avec cinq matchs en 1930-1931 et un seul en 1931-1932 pour aucun but marqué. L'international Adolphe Touffait est alors le titulaire le plus régulier au poste qu'occupe parfois Decoux.
En 1932 débute le premier championnat de France professionnel, auquel participe le Stade rennais. Marcel Decoux ne dispute aucun match de championnat avec l'équipe première lors de cette saison, mais prend part à deux rencontres de Coupe de France : en seizième de finale face au FC Mulhouse disputé au Parc des Princes, et en huitième de finale à Sète contre l'Olympique d'Antibes. Lors de la saison suivante, Decoux participe comme titulaire à trois rencontres de Division 1 et à quatre des cinq matchs disputés par le Stade rennais en Coupe de France, dont le quart de finale perdu par l'équipe bretonne face à l'Olympique de Marseille. Après cette date, Marcel Decoux disparaît des rangs de l'équipe professionnelle du Stade rennais, continuant avec la section amateur.

### Carrière de 1940 à 1948
À la fin de l'été 1939, toutes les compétitions sont interrompues par le début des hostilités entre la France et l'Allemagne nazie. Les joueurs restants disputent une compétition régionale, la Coupe des Aînés. Fin novembre, un championnat de France est finalement organisé par la FFF, mais le club décline l'invitation de la fédération, et retourne de ce fait dans l'amateurisme. Marcel Decoux retrouve pour sa part l'équipe fanion, et dispute notamment l'unique match du Stade rennais en Coupe de France contre l'AS Sablé-sur-Sarthe (match perdu sur tapis vert).
En 1941, le Stade rennais retrouve après deux saisons le championnat de France professionnel, et intègre la poule regroupant les clubs de la zone occupée, puis ceux de la zone nord la saison suivante, sans parvenir à jouer les premiers rôles. Marcel Decoux devient l'un des joueurs les plus utilisés par ses entraîneurs, d'abord Louis Bonneville puis Jean Batmale. Reconverti au poste d'inter dans le WM qui est mis en place, il dispute douze rencontres du championnat 1941-1942 puis quatorze matchs du championnat 1942-1943.
En 1943-1944, alors que le régime de Vichy institue un « championnat de France fédéral », le club retrouve alors le championnat amateur, les professionnels étant transférés dans l'équipe fédérale Rennes-Bretagne. Marcel Decoux n'obtient pas ce statut, et retourne avec l'équipe amateur pour la saison. Titulaire en championnat régional, il l'est aussi en Coupe de France, compétition où le Stade rennais parvient jusqu'en seizième de finale.
Les équipes fédérales étant dissoutes en 1944, Marcel Decoux retrouve les professionnels. Il participe encore à trois rencontres de championnat professionnel durant la saison, à un poste généralement occupé par le Costarmoricain Marcel Gouédard. À l'issue de cette dernière saison, Decoux retourne avec la section amateur, avec laquelle il joue jusqu'en 1948. Présent durant vingt ans sans interruption au Stade rennais université-club, Marcel Decoux est le joueur qui y cumule le plus grand nombre de saisons, sections amateur et professionnelle confondues.